# Ostrau (Jahnatal)
Ostrau − dzielnica (Ortsteil) gminy Jahnatal w Niemczech, w kraju związkowym Saksonia, w powiecie Mittelsachsen, do 31 grudnia 2022 samodzielna gmina oraz siedziba wspólnoty administracyjnej Ostrau. Do 29 lutego 2012 należała do okręgu administracyjnego Chemnitz.